# Georg Sibbern

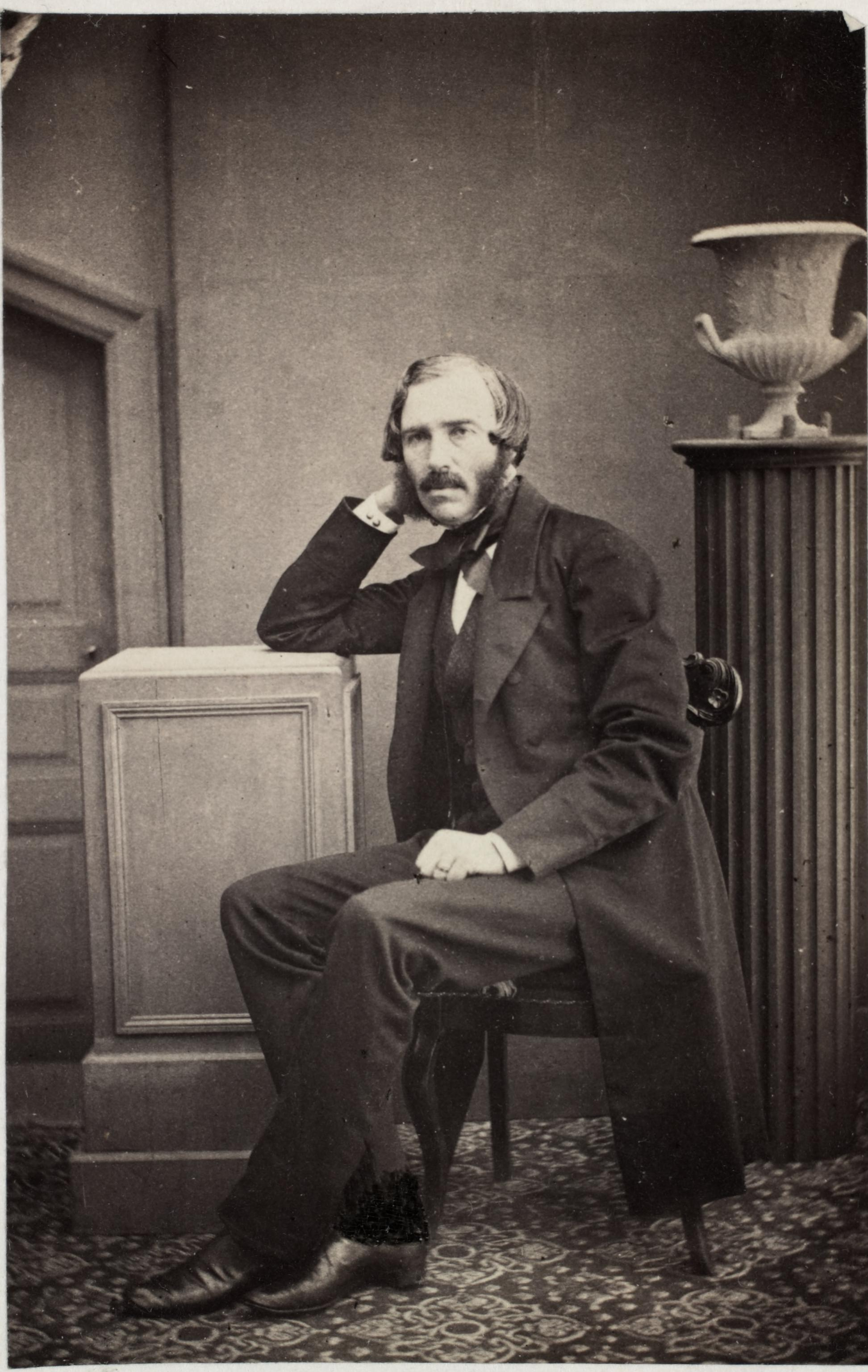
Georg Sibbern

Georg Christian Sibbern (* 29. März 1816 in Rygge; † 4. Oktober 1901 ebenda) war ein norwegischer Diplomat und Politiker.

## Leben
Seine Eltern waren der Amtmann und spätere Staatsrat Valentin Sibbern (1779–1853) und dessen zweite Frau Anne Cathrine Stockfleth (1785–1865). Aus der ersten Ehe seines Vaters stammte sein Halbbruder, der Politiker Carl Sibbern (1809–1880), seine Schwester war die Komponistin und Musikerin Alette Due (1812–1887), die den späteren norwegischen Statsminister Frederik Due heiratete. Georg heiratete am 20. November 1852 Maria Soane (18. September 1815–27. Februar 1885), Tochter des Architekten John Soane jr. (1786–1823) und dessen Frau Maria Preston. Maria Soane war die Witwe des Diplomaten Johan Gotthard Freiherr von Rehausen (1802–1854).
Sibbern entstammte einer Offiziers- und Grundbesitzerfamilie. Er wuchs auf dem Familiengut Værne kloster auf. 1822 zog die Familie nach Christiania. Dort besuchte er die Kathedralschule. 1831 bestand er das examen artium und begann das Jurastudium. 1837 legte er in diesem Fach das Examen ab. Bereits 1833 hatte er eine Anstellung als Kopist im Revisjonsdepartement. 1838 wurde er „Fullmektig“ in der Staatsratsabteilung in Stockholm. 1840 wurde er auf Empfehlung seines Schwagers, dem Staatssekretär Frederik Due „Annensekretær“ im Außenministerium. 1842 war er Legationssekretär in St. Petersburg, Kopenhagen, den Haag und London. 1850 wurde er nach Washington versetzt, weil er ein Verhältnis mit der Frau seines Vorgesetzten, des Gesandten von Rehausen, hatte. Er heiratete sie später. In Washington wurde er „Chargé d’affaires“, dann Generalkonsul und 1854 Ministerresident. 1856 kehrte er nach Skandinavien zurück und wurde Kabinettsekretär bei Vizekönig Kronprinz Karl Johann.
1857 war er Mitglied der norwegischen Interimsregierung, wandte sich aber 1858 wieder dem diplomatischen Dienst zu und wurde Gesandter in Konstantinopel. In dieser Zeit stand er in regem Briefwechsel mit seinem Jugendfreund Christian Birch-Reichenwald. Aus ihm geht hervor, dass Sibbern für die Ersetzung der Bürokraten durch Politiker in der Regierung eintrat. Außerdem äußerte er sich kritisch zu der mangelnden Zusammenarbeit zwischen Regierung und Storting und zum norwegischen Misstrauen gegenüber Schweden. Er bevorzugte eine konstitutionelle Regierungsform nach englischem Vorbild.
Sibbern und Birch-Reichenwald wollten die Regierung sprengen, um diese Regierungsform einzuführen. Nach der Regierungsumbildung 1857 verließ Sibbern den diplomatischen Dienst und wurde am 16. Dezember 1858 norwegischer Staatsminister in Stockholm. Aufgrund der Auseinandersetzung über die Revision des Unionsvertrages verließ er die Regierung am 30. November 1861. Am 17. Dezember kehrte er in das Amt zurück, als Aussicht bestand, dass der Protest der norwegischen Regierung gegen einen gemeinsamen Unionsausschuss im Statthalterstreit in der Stellungnahme an den König gestrichen werden würde.
Sibbern arbeitete zunächst gut mit dem starken Mann der Regierung Frederik Stang zusammen. Aber sie entwickelten sich in verschiedene politische Richtungen. Stang wurde konservativer, aber Sibbern wollte die Stortingssitzungen statt alle drei Jahre jährlich einberufen und neigte dem Parlamentarismus zu. Er versuchte, das Verhältnis zwischen Regierung und Storting zu verbessern. Nach der Niederlage der Regierung in der Frage der Revision des Unionsvertrages trat er am 9. Oktober 1871 zurück und lebte auf seinem Gut Værne kloster, das er 1861 von der Witwe seines Bruders gekauft hatte.
König Oskar I. wollte später oft Frederik Stang durch Sibbern ersetzen, doch dieser wollte lieber wieder in den diplomatischen Dienst und wurde Botschafter im Ministerrang in Paris. 1880 wollte der König abermals Stang durch Sibbern ersetzen. Sibbern stellte zunächst die Bedingung, dass Ole Jacob Broch in die Regierung geholt werde. Der König lehnte das ab, und Christian August Selmer wurde Staatsminister. Sibbern kehrte nach Paris zurück und war ab diesem Zeitpunkt ein scharfer Kritiker der Regierung und des Königs. Ihm kam die norwegische Politik als „trostlos“ vor. Gleichwohl war er 1884 wieder im Gespräch, in einer Regierung unter der Leitung von Ole Jacob Broch Minister zu werden. Aber diese wurde nie Wirklichkeit. Sibbern nahm seinen Abschied und zog nach Stockholm. Nach dem Tode seiner Frau kehrte er 1885 nach Værne kloster zurück, das er 1879 an Söhne seines Bruders übertragen hatte. Dort starb er 1901.

## Ehrungen
1840 wurde Sibbern zum Kammerjunker ernannt, und 1840 war er bei der Krönung Karls IV. in Trondheim anwesend. Bei dieser Gelegenheit wurde ihm das Großkreuz des Sankt-Olav-Ordens verliehen. 1853 war er Ritter und 1859 bis 1871 war er Kanzler dieses Ordens. Er hatte auch das Großkreuz des schwedischen Nordstern-Ordens und eine Reihe ausländischer Orden. 1864 erhielt er den Serafinenorden. Er war auch Kommandeur der Ersten Klasse des Dannebrog-Ordens und das Großkreuz des belgischen Leopold-Ordens und das Großkreuz der Französischen Ehrenlegion, das Großkreuz des italienischen Ritterordens der hl. Mauritius und Lazarus, des niederländischen Löwen-Ordens, des rumänischen Stern von Rumänien, das Großkreuz des tunesischen Ehrenordens und Inhaber der Ersten Klasse des Osmanischen Mecidiye-Ordens.